# Arrondissement Lannion
Das Arrondissement Lannion (bretonisch Arondisamant Lannuon) ist eine Verwaltungseinheit des französischen Départements Côtes-d’Armor innerhalb der Region Bretagne. Verwaltungssitz (Unterpräfektur) ist Lannion.

## Kantone
Das Arrondissement untergliedert sich in 5 Kantone:
- Bégard (mit 9 von 23 Gemeinden)
- Lannion
- Perros-Guirec
- Plestin-les-Grèves
- Tréguier

## Gemeinden
Die Gemeinden des Arrondissements Lannion sind:
| 1. Berhet (22006)              | 2. Camlez (22028)                 | 3. Caouënnec-Lanvézéac (22030) | 4. Cavan (22034)           |
| 5. Coatascorn (22041)          | 6. Coatréven (22042)              | 7. Kerbors (22085)             | 8. Kermaria-Sulard (22090) |
| 9. Langoat (22101)             | 10. Lanmérin (22110)              | 11. Lanmodez (22111)           | 12. Lannion (22113)        |
| 13. Lanvellec (22119)          | 14. Lézardrieux (22127)           | 15. Loguivy-Plougras (22131)   | 16. Louannec (22134)       |
| 17. Mantallot (22141)          | 18. Minihy-Tréguier (22152)       | 19. Penvénan (22166)           | 20. Perros-Guirec (22168)  |
| 21. Plestin-les-Grèves (22194) | 22. Pleubian (22195)              | 23. Pleudaniel (22196)         | 24. Pleumeur-Bodou (22198) |
| 25. Pleumeur-Gautier (22199)   | 26. Plouaret (22207)              | 27. Ploubezre (22211)          | 28. Plougras (22217)       |
| 29. Plougrescant (22218)       | 30. Plouguiel (22221)             | 31. Ploulec’h (22224)          | 32. Ploumilliau (22226)    |
| 33. Plounérin (22227)          | 34. Plounévez-Moëdec (22228)      | 35. Plouzélambre (22235)       | 36. Plufur (22238)         |
| 37. Pluzunet (22245)           | 38. Prat (22254)                  | 39. Quemperven (22257)         | 40. La Roche-Jaudy (22264) |
| 41. Rospez (22265)             | 42. Saint-Michel-en-Grève (22319) | 43. Saint-Quay-Perros (22324)  | 44. Tonquédec (22340)      |
| 45. Trébeurden (22343)         | 46. Trédarzec (22347)             | 47. Trédrez-Locquémeau (22349) | 48. Tréduder (22350)       |
| 49. Trégastel (22353)          | 50. Trégrom (22359)               | 51. Tréguier (22362)           | 52. Trélévern (22363)      |
| 53. Trémel (22366)             | 54. Trévou-Tréguignec (22379)     | 55. Trézény (22381)            | 56. Troguéry (22383)       |
| 57. Le Vieux-Marché (22387)    |                                   |                                |                            |

## Ehemalige Gemeinden seit der landesweiten Neuordnung der Arrondissements
bis 2018: La Roche-Derrien, Hengoat, Pommerit-Jaudy, Pouldouran